# Daïra de Kerzaz
La daïra de Kerzaz est une daïra d'Algérie située dans la wilaya de Béni-Abbès  et dont le chef-lieu est la ville éponyme de Kerzaz.

## Communes de la daïra
La daïra de Kerzaz comprend trois communes :
- Kerzaz
- Beni Ikhlef
- Timoudi

La population totale de la daïra est de 10 076 habitants pour une superficie de 19 310 km2.